# Cserépfalu
Cserépfalu község Borsod-Abaúj-Zemplén vármegyében, a Mezőkövesdi járásban.

## Fekvése

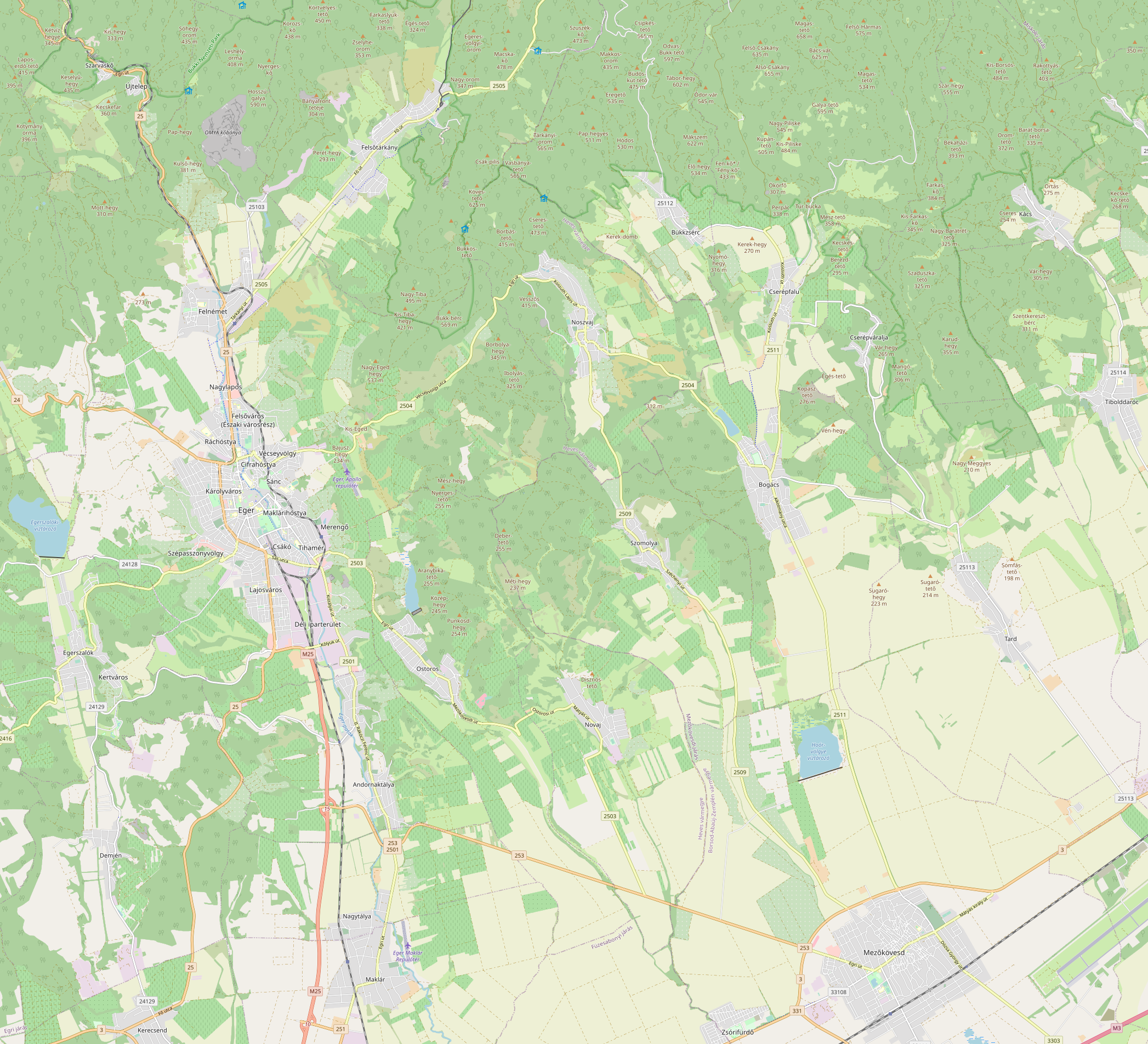
A község Eger környékének térképén

A Bükk-vidék középső részén helyezkedik el, a megyeszékhely Miskolctól 57 kilométerrel délnyugatra, Egertől 20 kilométerrel északkeletre.

### Megközelítése
Csak közúton érhető el, a 3-as főút mezőkövesdi szakasza és Bükkszentkereszt térsége közt húzódó 2511-es úton, illetve a keleti szomszédjában fekvő Cserépváralja felől egy számozatlan önkormányzati úton. Északnyugati szomszédja, Bükkzsérc zsáktelepülésnek tekinthető, mely csak innen érhető el, a 25 112-es számú mellékúton.

## Története
A Hór-völgy kapujában épült falu története a 12. század elejéig követhető vissza. Írásban először 1196-ban említik Cheryp néven. A 13. századtól az egri püspökség, 1198-tól 1216-ig pedig a Koppán nemzetségből származó Katapán egri püspök birtoka volt. 1248-ból származó okleve alapján 1998-ban ünnepelte fennállásának 750. évfordulóját.
Alapítója egy délvidéki származású birtokos, Crispinus (Csrepinus) lehetett, a község nevét is tőle örökölte. A 13. század elején lett Katapán egri püspök tulajdona, és az ő halálával a püspökségre szállt. A püspökség tulajdonosi jogát előbb II. András, majd IV. Béla, végül 1326-ban Károly Róbert is megerősítette. Nagy Lajostól (vagy Károly Róberttől) már királyi (királynéi) birtokként tartják számon.
Árpád-kori templomáról egy 1332-ben kelt okiratban olvashatunk először.
Az Anjou-korban épült Cserépvárát még Zsigmond idején is királyi (királynéi) várként tartották számon. 1443-ban I. Ulászló Berzeviczi Pohárnok Istvánt iktatta a vár és a falu birtokába. Az ő halálával (1462) ezek a Rozgonyiak kezére szálltak. 1495-ben a falu birtokosa már Hédervári Ferenc volt, majd 1523-ban II. Lajos a Báthoriak kezébe adta. 1554-ben foglalták el a törökök.
A Báthoryak nyomán Cserép lakói valószínűleg már az 1560-as években áttértek a református hitre. Eger eleste után, 1596-ban Cserépvára ellenállás nélkül, bár csak időlegesen ugyancsak a török kezére került.
A 17–18. században a földesúr személye gyakran változott. A bedegi Nyáriak után Homonnai Drugeth Zsigmond és felesége, Eszterházy Mária birtokolta. Őket az Orlik család, majd a L’Hullier, a Forgách és az Esterházy család követte.
Az egri püspök, Szalai Barkóczy Ferenc, 1753-ban szerette volna visszaszerezni Cserépfalut, kísérlete azonban csődöt mondott. A 19. század elején Dessewffi Ferenc volt a földesúr. Halálával az uradalom a koronára szállt, majd hitbizományként először a Koháryaké lett, majd Szász-Coburg-Gothai hercegi uradalom egészen 1945-ig.
Az 1929-es gazdasági világválság idején hozták létre a falu szegényebb lakói Kisamerikát, amely egy barlanglakásos közösség volt.

## Gazdasági élete
Lakói már az Árpád-kor óta elsősorban szőlő-, gyümölcstermesztéssel, valamint mészégetéssel foglalkoztak. A falut körülvevő pincesorokban nemcsak bort tároltak, de a II. világháborúban a falu népe is ezekben talált menedéket.
A falu megtartó ereje a rendszerváltás után néhány évvel ismét növekedni kezdett. Ennek kézzelfogható jelei a nagy infrastrukturális fejlesztések (vezetékes víz, szennyvízcsatorna-hálózat, gázvezeték) és a vállalkozó kedv élénkülése (számos család bekapcsolódott a falusi turizmusba). Nőtt a beköltözők száma, házak többségét hétvégi használatra vásárolják.

### Mészégetés[5]
Karbonátos kőzetekből álló hegységeinkben ősi foglalkozás (népi iparág) a mészégetés, amelynek „őshazája” a Dél-Bükk volt. Feltételezik, hogy ezt a tudományát a IV. Béla által behívott francia ciszterciek hozták magukkal; ők ezt a tudásukat a bélapátfalvi apátsági templom építésénél (1232) bizonyítottan használták is.
A hegység kőzetei közül mészégetésre legalkalmasabbnak a Bervai Mészkő Formáció mészkövei bizonyultak; a kőtömböket szekereken hordták a völgy alján épített mészégető kemencékhez.
A helyi kifejezéssel „csalakőnek” nevezett égetett meszet ún. tábori boksákban égették. Ehhez 3–4 m mély és 2–3 m átmérőjű gödröt ástak, és ennek falát lapos kövekkel („futra”) rakták ki. A gödör föléje terméskőboltozatot („sapka”) emeltek. A mészkövet 900–1000°C-on égették ki kb. 70–90 óra alatt (a reakcióhoz 825°C kell). 100 kg mész kiégetéséhez 200 kg nyers mészkövet és 130 kg fát használtak fel. A boksa 10–12 óra alatt hűlt ki annyira, hogy szét lehessen bontani.
A kiváló minőségű bükki égetett mész keresett „portéka” volt az Alföldön. Cserépfaluban az utolsó mészégető 1996-ban hagyott fel ősi mesterségével.
Rekonstruált kemencéket a Hór-völgy elején, a Látogatóközpont mögött láthatunk, de maradványaikkal számos helyen talál

## Közélete

### Polgármesterei
- 1990–1994: Szabó István (független)[6]
- 1994–1998: Kósik István (független)[7]
- 1998–2002: Kósik István (független)[8]
- 2002–2006: Kósik István (független)[9]
- 2006–2010: Kósik István (független)[10]
- 2010–2014: Kósik István (független)[11]
- 2014–2019: Csendes Péter (független)[12]
- 2019–2024: Csendes Péter (Fidesz-KDNP)[13]
- 2024– : Csendes Péter (Fidesz-KDNP)[1]

## Népessége
A háború okozta népességcsökkenést a Rákosi-korszak parasztellenes politikája ellenére még kiheverte a falu, a népesség az '60-as évtizedben, a mezőgazdaság „szocialista átszervezése” miatt kezdett rohamosan csökkenni. Ezzel indult a település elöregedése is.
A település népességének változása:
| Lakosok száma | 1028 | 1026 | 1017 | 974  | 926  | 950  | 936  |
|               | 2013 | 2014 | 2015 | 2021 | 2022 | 2023 | 2024 |

A 2001-es népszámlálás adatai szerint a település minden lakosa magyar volt.
A 2011-es népszámlálás során a lakosok 86,1%-a magyarnak, 0,3% lengyelnek, 0,3% németnek, 0,2% románnak mondta magát (13,9% nem nyilatkozott; a kettős identitások miatt a végösszeg több lehet 100%-nál). A vallási megoszlás a következő volt: római katolikus 12,9%, református 60,7%, görögkatolikus 0,7%, felekezeten kívüli 4,6% (19,4% nem válaszolt).
2022-ben a lakosság 93,3%-a vallotta magát magyarnak, 0,2% cigánynak, 0,2% németnek, 0,1-0,1% ukránnak, szlováknak és bolgárnak, 2,4% egyéb, nem hazai nemzetiségűnek (6,6% nem nyilatkozott; a kettős identitások miatt a végösszeg nagyobb lehet 100%-nál). 14,1 % volt római katolikus, 43,2 % református, 1 % görög katolikus, 1,8 % egyéb keresztény, 0,1 % evangélikus, 8,5 % felekezeten kívüli (29, % nem válaszolt).

## Látnivalói

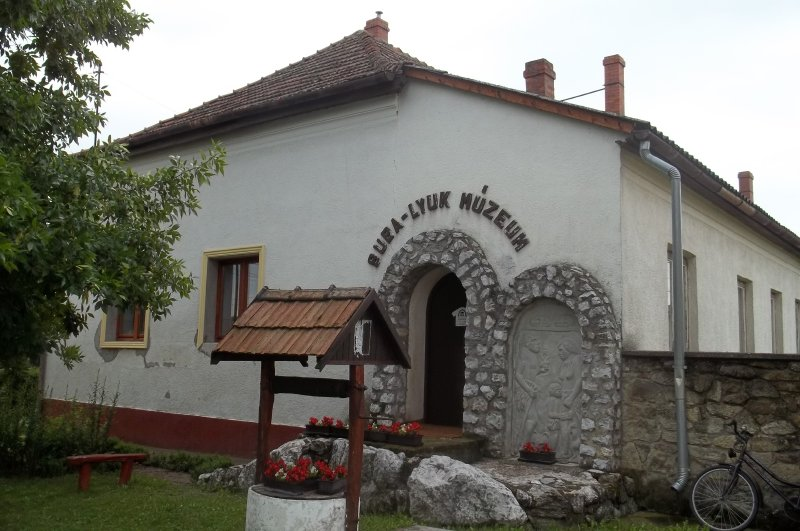
A Suba-lyuk Múzeum

- Hór-völgy (az ország leghosszabb szurdokvölgye),
- Kaptárkövek,
- A község határában fekvő Suba-lyuk barlangban 1932. április 27-én neandervölgyi emberleletet tártak fel.
- Suba-lyuk Múzeum és Látogatóközpont az eredeti leletek másolataival[17]
- Református templom
- Odorvár
- Oszlai tájház[18]
- Gazdaház
- Cserépfalvi Imre Emlékszoba
- „Cserépfalu képekben” – állandó kiállítás a falu múltjáról
- Demjén István helyi festőművész kiállítása
- Füzér-kői-átjáró, Hajnóczy-barlang, Kecskés-galyai-barlang
- Egy 120 és egy 150 évnél idősebb közönséges gyertyán (Carpinus betulus) — magasságuk 26 méter, törzsük kerülete 240 és 120 centiméter.[19]
- Millenniumi Kilátó[20]
- Füzérkő vára
- Mész-tető- Őskori sánc
- Barlanglakások
- Art Galéria és Fazekas ház

### Hór-völgyi kőfejtő
A Hór-völgy nyugati oldalában, a falu szélétől mintegy 200 m-re felhagyott kis kőfejtőben a kb. 230 millió éve itt hullámzott sekélytenger gazdag élővilágának maradványai szemlélhetjük meg. Kissé továbbsétálva a Suba-lyuk feljáratától nem messze a kőfejtő falában már a zátony ősmaradványait láthatjuk. Ebben az időszakban a fő zátonyépítő szervezetek a szivacsok és a mészalgák voltak; ekkortájt tűntek fel közöttük az első korallok.

A Bervai Mészkő Formáció (korábbi nevén Subalyuki Mészkő Formáció) mésziszapja egy nagy karbonátplatformon (peremes selfen) rakódott le a középső és a felső triász határán (a ladini és a karni korszakban).
Ekkor a mai Bükköt hordozó lemeztöredék ezen területeit (nem a mai földrajzi helyükön) jól átvilágított és mozgatott, sekély trópusi tenger borította, amiről lagúnákat fűztek le a szárazföld felé a szivacs- és algazátonyok. Ennek az üledékgyűjtőnek az egyik elemét, a zátonyt és a lagúnát elválasztó ún. mészhomokdombot tárja fel a kis külfejtés. A mészhomok úgy keletkezett, hogy a különféle meszes vázú tengeri élőlények maradványait felaprózta a hullámverés.

## Híres szülöttei
- Itt született 1900. július 28-án Cserépfalvi Imre könyvkiadó.

## Képgaléria

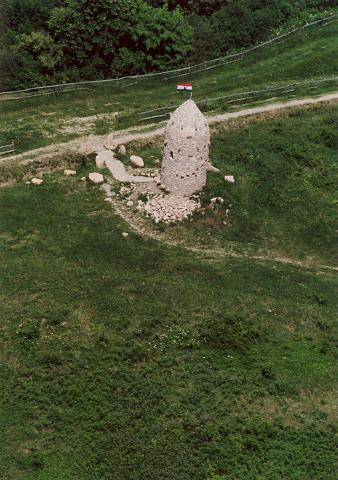
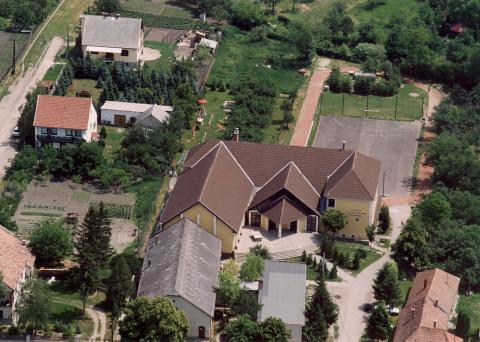
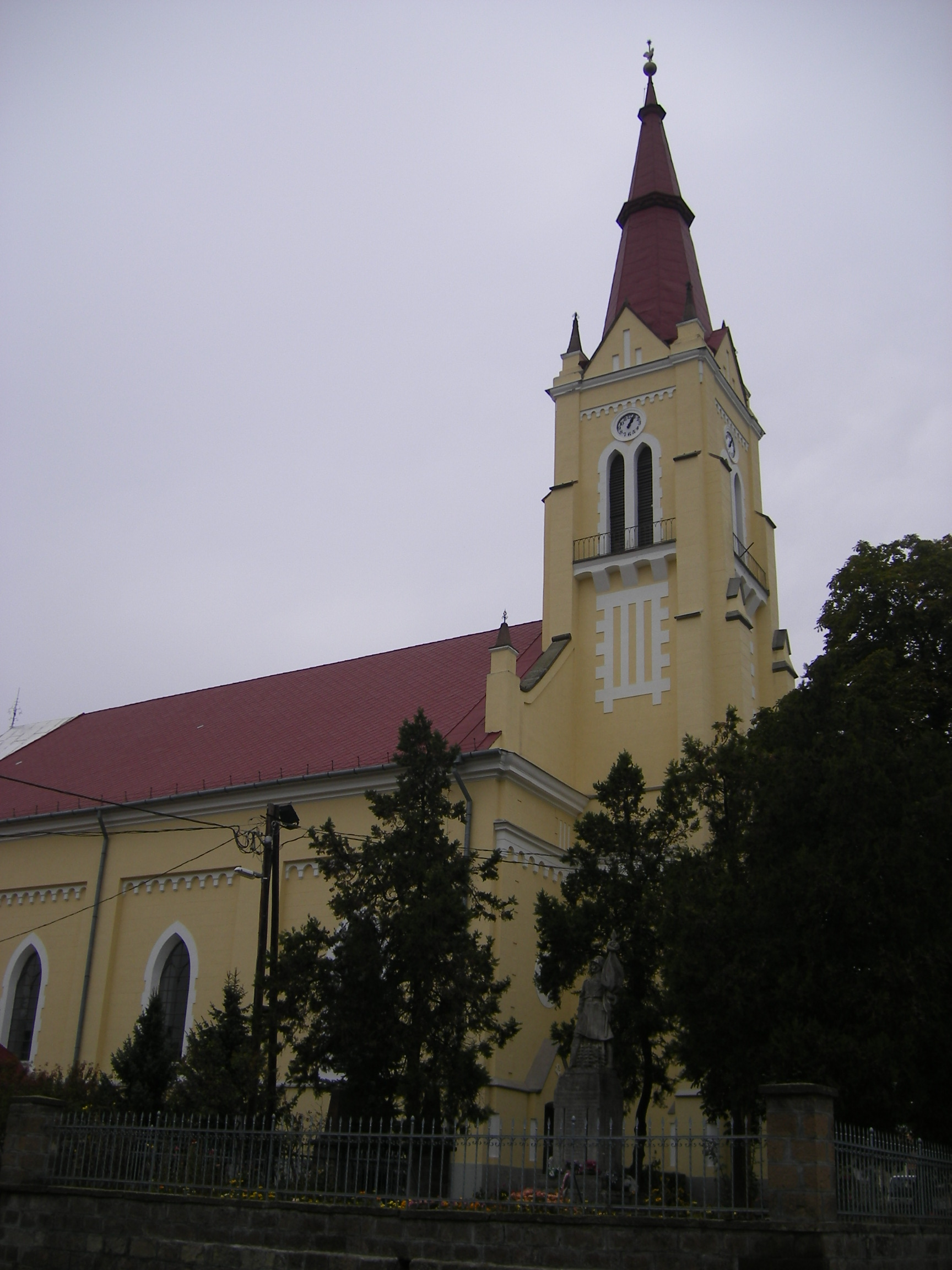
A cserépfalui református templom
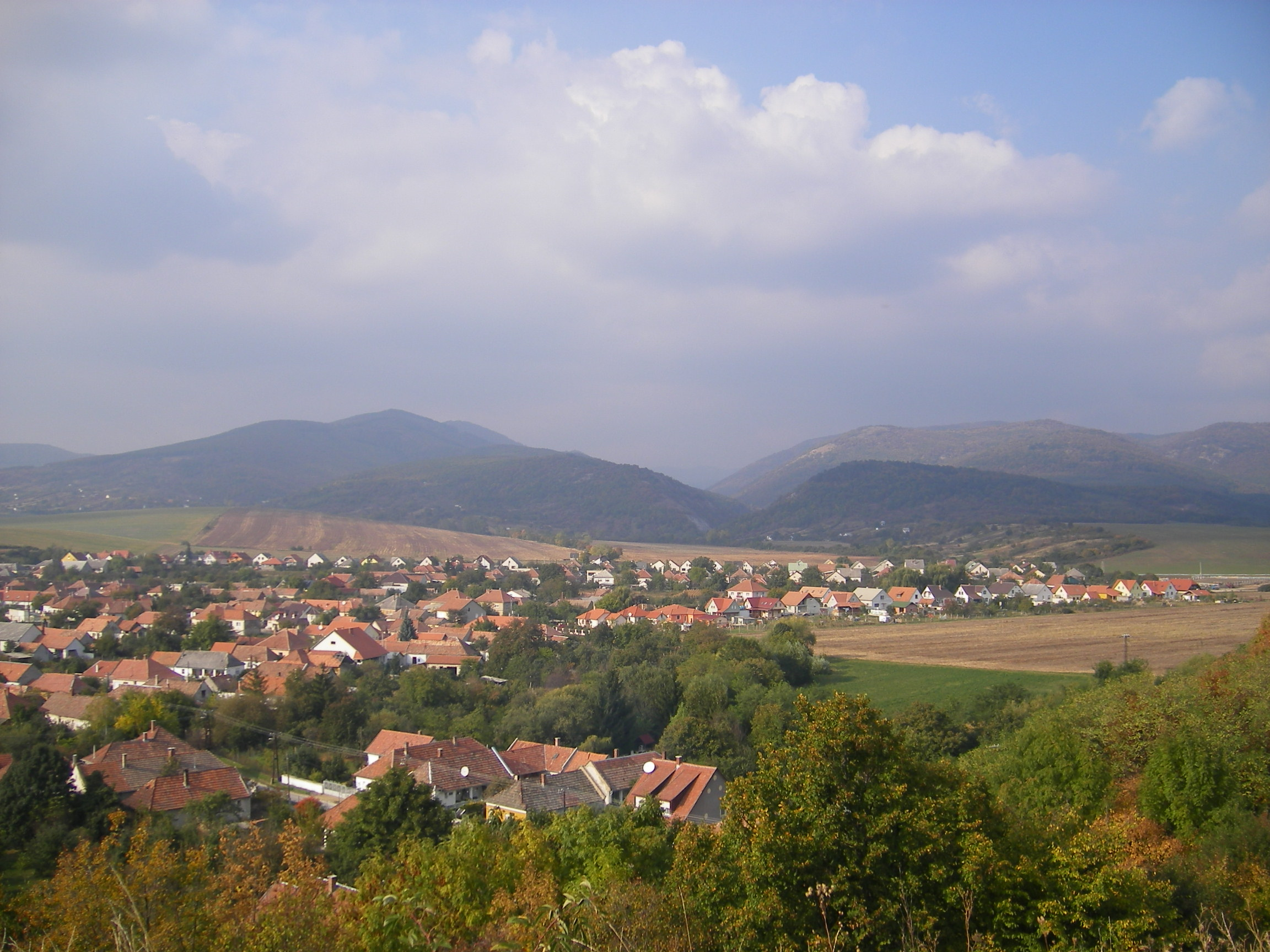
Cserépfalu látképe